# Le Voyage (Bernward Vesper)
Die Reise
Pour les articles homonymes, voir Le Voyage.

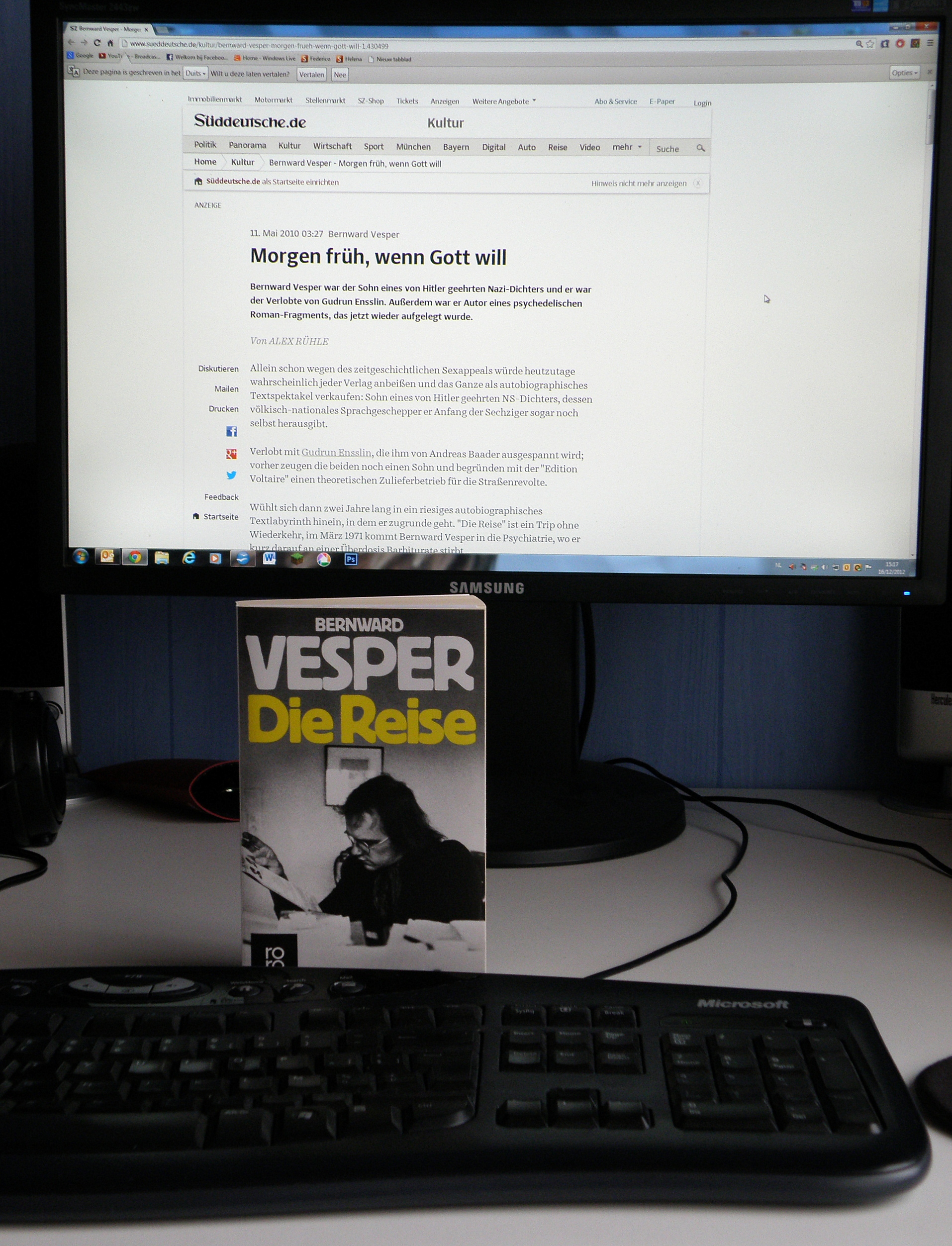
Die Reise au format de poche. En arrière-plan, article du Süddeutsche Zeitung (consultation libre) sur le livre.

Le Voyage (titre original allemand Die Reise) est un livre de l'écrivain, éditeur et militant politique d'extrême gauche allemand Bernward Vesper, rédigé entre 1969 et 1971, et publié à titre posthume en 1977, soit six ans après le suicide de l'auteur, dans une version établie à partir des tapuscrits qui avaient été fournis à l'éditeur, mais que Vesper se réservait de réviser ultérieurement, et de divers feuillets découverts après sa mort.
Cet ouvrage hors norme, qui se présente comme une longue et déroutante succession, apparemment arbitraire, de fragments hétéroclites de nature diverse – textes autobiographiques pour la plupart, mais aussi réflexions politiques personnelles, comptes rendus d'un trip sous LSD, coupures de presse etc. –, eut en son temps, au plus fort des années de plomb en Allemagne, et bien qu'étant d'une lecture souvent ardue, un retentissement considérable. Venant d'un militant ayant fréquenté les milieux radicaux des années 1960 en Allemagne (l'auteur fut notamment le compagnon de Gudrun Ensslin), Die Reise possède un intérêt documentaire certain, apportant un précieux éclairage sur le cheminement intellectuel et psychologique de l'auteur, et, au-delà, de toute une génération, ce qui fit dire à Peter Weiss que Die Reise constituait « intellectuellement le point culminant du mouvement de l'année 1968 ».
Quant à la structure éclatée de cet ouvrage, qualifié de roman-essai par l'auteur (alors que la fiction n'y occupe qu'une place fort réduite, sinon nulle), il apparaît malaisé de faire le départ entre ce qui est dû à son état d'inachèvement (Bernward Vesper n'eut pas en effet le temps d'en établir la version définitive) et ce qui relève d'un dessein délibéré de l'auteur, qui, pour autant qu'on en puisse juger par les lettres qu'il échangea avec son éditeur, avait conçu le projet ambitieux, mais inabouti, d'entremêler sous forme de fragments épars une série de strates (autobiographie, expérience psychédélique sous LSD, portrait du père nazi, histoire allemande etc.) en vue de les articuler l'une l'autre dialectiquement en un vaste ensemble censé apporter une vision et une compréhension politiques et historiques globales.
S'il s'agit donc bien d'un livre essentiellement politique, où toute préoccupation esthétique est explicitement, par construction idéologique, reléguée au second plan, il n'en comporte pas moins nombre de passages d'une grande beauté et intensité. 

## Description générale
Dans sa version allemande, Die Reise se présente comme un ouvrage de sept centaines de pages, à la typographie serrée, comprenant tout d'abord, après trois premières pages de dédicaces, le texte proprement dit, établi par Jörg Schröder, éditeur et ami de l'auteur ; ensuite la reproduction de la correspondance entre l'auteur et l'éditeur, en grande majorité lettres écrites par Bernward Vesper, quelques-unes seulement de la main de Schröder, s'échelonnant d'août 1969 à avril 1971 (la dernière lettre est datée du 6 avril 1971, et l'auteur s'ôtera la vie le 15 mai de la même année) ; enfin, une série de variantes, trouvées par l'éditeur sur des manuscrits épars, d'un intérêt surtout documentaire, consistant en fragments très courts, sauf un, long de huit pages, dans lequel se trouve évoquée la figure du père, d'un point de vue explicitement social et politique, dans une insistante optique de classe.
Le corps du texte, qui couvre 600 pages environ, apparaît comme une succession de prime abord totalement désordonnée de fragments, de longueur très inégale, de nature et de contenu fort disparates, et qui, du moins dans le premier tiers du livre, appartiennent à quatre ou cinq groupes différents : le récit d'un voyage fait par l'auteur sur le littoral yougoslave de l'Adriatique ; le compte rendu halluciné des perceptions (sensorielles et visionnaires) et des pérégrinations de l'auteur consécutives à la prise de drogue, semble-t-il de LSD ; des souvenirs d'enfance et d'adolescence dans la maison parentale à Triangel, à la lisière sud de la lande de Lunebourg, où domine la figure du père, autoritaire, moralisateur, poète nazi non repenti, imprégné d'idéologie nazie et désireux d'un inculquer les principes à ses enfants ; des considérations politiques, non exemptes de la phraséologie et de la rhétorique propres aux années 1960 et 1970 ; des fragments d'introspection et d'autoanalyse ; des coupures de presse, des reproductions de questionnaires d'analyse psychologique, qu'on imagine trouvés dans quelque magazine populaire d'époque etc.
Les souvenirs d'enfance, systématiquement introduits par la mention Einfacher Bericht (litt. exposé ou communiqué simple), d'abord épars parmi les autres fragments, et agencés selon un ordre (apparemment) arbitraire, occupent au fur et à mesure que le livre avance, grosso modo à partir de la page 250, une part de plus en plus importante relativement aux fragments des autres types, tendant en même temps à adopter un déroulement linéaire, chronologique, moins entrecoupé, la narration devenant plus soutenue. Sont ainsi évoqués, dans une composition et un style presque classiques, la vie sur le domaine de Triangel dans l'après-guerre (avec une description, quasi idyllique, où ne se perçoit aucune ironie, des travaux et des jours d'une exploitation agricole – fenaison, abattage annuel, presque rituel, du cochon etc. –), le parcours scolaire de l'auteur, la figure du père, son caractère autoritaire, mais aussi son côté dérisoire avec ses conceptions hors d'âge, et la fascination qu'il exerce malgré tout sur le narrateur, les stratégies de résistance que l'auteur lui oppose (fugues hors ou au-dedans du domaine, tentatives de lui porter la contradiction, usage du dialecte berlinois appris de la grand-mère maternelle, qui réside également sur le domaine mais ne partage pas les conceptions des parents), enfin, à l'issue des années de lycée, la période d'apprentissage professionnel dans une maison d'édition et l'imprimerie de celle-ci, puis la décision prise d'entamer des études universitaires à Tübingen (c'est-à-dire dans une région qu'il avait voulu la plus éloignée possible du domicile parental), la rencontre avec Gudrun Ensslin et le départ pour Berlin, après quoi l'exposé autobiographique tend à nouveau à être englouti dans des fragments d'autres types, mais où singulièrement les fragments évoquant les sensations et visions à la suite de la prise d'hallucinogènes sont désormais quasiment absents. Tendent à s'évanouir également les évocations de la période de la guerre, que l'on trouvait plus fréquemment dans les premières pages, quoique là aussi avec parcimonie.
Le livre ne présente aucune subdivision en grands chapitres et l'on remarque dispersés dans le livre une dizaine de dessins, de la main de Bernward Vesper, sans doute volontairement gauches, d'une facture tremblotante et entortillée, vraisemblablement exécutés sous l'empire de la drogue, à l'exemple d'Henri Michaux, dont le nom est d'ailleurs cité à l'orée de l'ouvrage.
La structure chaotique, labyrinthique, où c'est souvent bien en vain que l'on s'évertue à déceler quelque principe ordonnateur, en rend la lecture laborieuse, harassante, lors même que de nombreux passages sont d'un intérêt ou d'une beauté indéniables. On relève par ailleurs que toute forme d'humour, voire d'ironie, reste singulièrement absente de ce livre.

## Genèse et parution
Si le livre ne parut finalement, en petit tirage, après de longues tribulations éditoriales, que début 1977, soit six ans après le suicide de Bernward Vesper, ce ne fut pas tant, comme le précise l'éditeur Jörg Schröder (p. 601), en raison de l'état d'inachèvement du manuscrit (même si Schröder hésita quelque temps sur l'attitude à adopter face à un matériau à l'état brut et sur la manière, et la mesure dans laquelle, il y aurait lieu préalablement de le dégrossir) et du dépôt de bilan de la société d'édition März Verlag, dont Schröder était alors lecteur, que plutôt par suite du refus de plusieurs grandes maisons d'édition allemandes, avant que les droits n'en fussent finalement vendus à la firme Zweitausendeins et que celle-ci n'acceptât de publier la version préparée par Schröder.
Ce dernier, pour constituer ladite version, finit, non sans avoir un moment envisagé, et même avoir tenté, de réécrire le manuscrit, et de quelque manière mettre en œuvre les vagues indications données par l'auteur quant au remaniement ultérieur du matériau, sur la foi également de conversations qu'il eut avec Bernward Vesper, Schröder donc finit par se résoudre à une mise au net a minima, moyennant la reproduction, en fin d'ouvrage, d'une quantité de variantes, et cela après qu'il eut constaté que de toutes ses tentatives de refonte ne résultaient immanquablement que des textes très en deçà du texte brut. 
La correspondance entre l'auteur et son éditeur März Verlag, incarné d'abord par Karl Dietrich Wolff puis par Jörg Schröder, correspondance que ce dernier publia dans le même volume, à la suite du roman-essai lui-même, permet de reconstituer dans les grandes lignes la genèse de l'ouvrage et le dessein de son auteur. Dans la première des lettres publiées, datée du 23 août 1969, Bernward Vesper fait part de ce qu'il était occupé à rédiger un texte, « laborieusement désigné par le terme de roman-essai » et intitulé TRIP, « compte rendu exact d'un trip à LSD de 24 heures, dans son déroulement extérieur aussi bien qu'intérieur », mais entrecoupé d'observations et de réflexions personnelles qui lui sont venues sur le moment, etc., le tout devant laisser « clairement transparaître (sa) propre autobiographie ainsi que les raisons pour lesquelles nous nous apprêtons maintenant à quitter l'Allemagne ». Au scepticisme initial de l'éditeur face à un tel projet, qui redoutait de ne jamais voir de résultat et de financer à fonds perdus, succède bientôt, début octobre, après l'envoi d'une première livraison du manuscrit, un contrat en bonne et due forme. Suivront, à rythme en principe mensuel selon les stipulations dudit contrat, d'autres livraisons, qu'accompagnaient des lettres, où l'auteur précise ses intentions, essaie de taper son éditeur, exprime son optimisme sur la réussite et le succès futur de son ouvrage, mais évoque aussi ses difficultés, pécuniaires en premier lieu, le contraignant à un « travail alimentaire », mais aussi liées à l'environnement peu propice au travail d'écriture qu'est alors le domaine Triangel, où vit avec lui son fils Felix encore en bas âge, et où il semble se heurter à une sourde hostilité de la part de la population locale. Vinrent interrompre le travail « le bête accident du 26 juillet », non autrement précisé, puis un voyage qu'il estimait devoir entreprendre en vue de la rédaction de son œuvre, et finalement la crise psychotique de février 1971 à Munich, lors de laquelle il saccagea le domicile d'un de ses amis, et qui entraîna son internement psychiatrique, dans une clinique munichoise d'abord, puis au CHU de Hambourg.
En 1977 donc, les manuscrits qui avaient été reçus au fur et à mesure par la maison d'édition März, et dont la rédaction s'était échelonnée au long d'un peu moins de deux ans, furent réunis en volume par Jörg Schröder, lequel se borna, comme indiqué ci-avant, « d'éditer le manuscrit tel quel, avec les variantes rédactionnelles de l'auteur lui-même », cela lui paraissant être « le seul choix raisonnable » (p. 601).
En 1979, soit deux ans après la première édition, Schröder eut connaissance, par une amie de Bernward Vesper résidant à Francfort, d'un carton contenant un ensemble de feuillets laissés par l'auteur au CHU de Hambourg. Il s'agissait de photocopies du tapuscrit original avec des corrections faites à la main par l'auteur, et d'autres feuillets susceptibles de compléter la première version déjà parue de l'ouvrage. Le contenu de ces documents, dont les éditeurs – Jörg Schröder, auquel s'était joint Klaus Behnken – eurent communication, fut en partie ajouté ou intégré dans la première version, pour établir ainsi la définitive édition de dernière main.

## Structure
Dans la première lettre à son éditeur, datée du 23 août 1969, Bernward Vesper expose son intention de rédiger un livre, dans les termes suivants :
« Je travaille en ce moment à la première mouture d'un texte, laborieusement désigné par « roman-essai » et intitulé : TRIP. C'est la tentative de compte rendu précis d'un trip à LSP d'une durée de 24 heures, et cela aussi bien dans son déroulement extérieur qu'intérieur. Le texte est interrompu en permanence par des réflexions, des enregistrements de choses perçues sur le moment, etc. ; cependant, dans l'ensemble du contenu apparaissent clairement mon autobiographie et, par déduction, les raisons pour lesquelles nous nous apprêtons à quitter l'Allemagne etc. (…). Je veux ensuite refaçonner (umdiktieren) ce premier jet en plusieurs autres trips, jusqu'à aboutir à une "forme définitive". Cela représente (…) un formidable effort psychique et physique. »
Il précisera son dessein plus avant ultérieurement, le 11 septembre, dans une longue lettre, évoquant une composition en plusieurs strates (Ebenen), comprenant :
 
- une première strate, porteuse du récit du voyage réel, celui que fit le narrateur (Bernward Vesper lui-même ?) en compagnie d'un juif américain (personnage réel ou fictionnel ?) sur les bords de l'Adriatique, voyage plus ou moins concomitant à un ou plusieurs voyages psychédéliques sous l'influence de LSD, et qui le conduisit ensuite à Munich dans le parc du Hofgarten, où se situe le point culminant de l'expérience, qui permet au narrateur de s'élever à une perspective cosmique (terre vidée des humains, séparation entre sujet et objet, vision globale de l'Histoire etc.) ;

- une deuxième strate, porteuse des focalisations ou projections se ramifiant à partir du grand courant d'hallucination psychédélique, qui éclairent d'un seul coup des déroulements tout entiers, comme les épisodes de sa propre vie, en particulier l'environnement fasciste de son enfance, les « portraits » (au nombre de trois, le père, la mère, la femme), les entretiens avec sa mère ;

- une troisième strate, celle des observations du moment présent. 
Et d'annoncer ensuite que « probablement, dans un stade ultérieur, lors de l'Umdiktieren, interviendra une fusion générale de ces trois strates ».
Il n'est pas possible de présumer de ce qu'aurait impliqué le processus de fusion annoncé, mais en l'état, les différentes strates sont représentées dans le texte par des fragments juxtaposés, de taille variable, s'enchaînant et se bousculant sans transition en une longue succession dont on peine de prime abord à déceler le principe ordonnateur. L'on croit comprendre que le dessein de l'auteur est de faire contraster dans un rapport dialectique d'une part l'attitude contestataire actuelle de l'auteur – et, au-delà, de toute sa génération – et d'autre part le fonds idéologique des parents – et, à travers eux, de toute la génération précédente –, action et réaction, thèse et antithèse, que les réflexions personnelles de l'auteur, ses dissertations, ses développements politiques, ses souvenirs de militantisme politique, des coupures de journaux etc. sont supposés rattacher à une vision politique plus générale et plus théorique. Le résultat en tout état de cause est un texte heurté, hybride, hétéroclite, décousu, labyrinthique, où le lecteur est abruptement ballotté entre fragments de nature et de thématique différentes, dont il ne perçoit pas le principe qui a présidé à leur agencement.
Ce caractère éclaté n'est pas seulement imputable à l'état d'inachèvement du texte, mais résulte aussi d'un parti-pris prémédité de l'auteur, comme l'atteste le passage suivant du livre : 
« Ces notes n’obéissent pas le moins du monde à une technique d’association. Elles n’ont rien à voir avec l’art ou la littérature. Je suis réduit à repérer les crêtes des icebergs. C’est tout. Ça ne m’intéresse pas de savoir si on s’y retrouve, ou mieux, j’ai renoncé à être à la fois précis et compréhensible. Je m’intéresse exclusivement à moi et à mon histoire et à ma possibilité de la saisir. » (p. 36)
Un peu plus loin pourtant, le mécanisme d'association est bien revendiqué (p.155) :
« ÉCRIRE : (…) Bien plutôt : farfouiller avec un piquet dans un terril (…), et, après examen plus approfondi, remarquer que tout ce que des étrangers, voire des trépassés ont jeté ici, c'est en réalité nous-même qui l'avons fait, que ce qui dans nos mains apparaissait pourtant déjà bien neuf et singulier, suscite soudainement dans notre cerveau un millier d'autres associations, de sorte que ce n'est pas du tout un terril ce sur quoi nous circulons, mais l'espace de nos représentations, les flux de notre cortex cérébral, tandis que nous sommes assis devant notre machine à écrire et enfonçons touche après touche. »
Ajoutant, sur la même page :
« Processus d'écriture : le bégaiement des phrases, ensuite le flux de plus en plus rapide des associations, le bouchage de plus en plus frénétique de tous les trous dans l'écheveau de la totalité (…). »
Mais Bernward Vesper entend aller plus loin encore, et démantibuler les formes traditionnelles de l'expression écrite, mettant en question l'idée même de création artistique :
« Le carnet (Tagebuch) est par rapport au roman un formidable progrès, en ceci que l'homme se refuse à subalterniser ses besoins au bénéfice d'une 'forme'. C'est la dissolution matérialiste de l'art, la levée du dualisme de la forme et du contenu. (…) La langue, ses fossiles de vocabulaire et de syntaxe, totalement prisonniers dans le système, inaccessibles à toute autre expression ! » (p. 47)
Et encore :
« Cela n'a aucun sens de vouloir faire surgir la vérité par une lutte avec le style, les métaphores etc. La condition serait que l'on cesse ses recherches et que l'on se subordonne à une esthétique, telle que celle qui détermine des milliers de productions littéraires. » (p. 69)
Ailleurs, il semble considérer comme seulement provisoire le chaos généré par son écriture, dont la cohérence se manifestera quelque jour :
« Je poursuivrai mon exposé, l'effort de retrouver les souvenirs, cela dût-il m'épuiser. Peut-être, à partir de la manière même dont tout cela aura surgi, une cohérence se fera-t-elle jour 'd'elle-même', peut-être alors écrirai-je une nouvelle histoire – rien ne se perd. » (p. 65)
Il n'est jusqu'à l'imagination elle-même qui ne soit récusée, car servant mal le propos politique de l'auteur, ou conduisant à en détourner le lecteur :
« Le lecteur cependant n'est pas en mesure de contrôler si ce que j'écris est souvenir, compte rendu, fantaisie – et l'on devrait s'habituer à dénoncer la fantaisie comme un secours de fortune. » (p.100)

### « Umdiktieren »
Le dessein général que nous avons tenté d'esquisser ne vaut véritablement que pour les 200 à 250 premières pages ; dans la suite, la strate autobiographique (enfance, adolescence, premières années de l'âge adulte) tend à connaître une hypertrophie telle, aux dépens des autres strates, que le texte prend l'allure d'une évocation de souvenirs quasi classique, même si des fragments appartenant à d'autres strates viennent encore incidemment, mais moins fréquemment, s'intercaler dans le flux mémorial. En particulier, la strate de l'expérience sous drogue, à laquelle avait d'abord été assignée une importance si grande, ne se manifeste plus guère désormais, et si la drogue est encore évoquée, c'est sous la forme d'un fragment théorique, de réflexion, dans lequel la drogue, nommément le LSD, est banalisée, voit mis en doute ses vertus cosmiques et son pouvoir d'élever l'individu à un niveau de conscience supérieur, et se retrouve finalement récusée comme étant peu utile, voire préjudiciable, à la révolution ; parallèlement se raréfient les fragments voués à des considérations sur le travail d'écriture. Il s'agit en somme presque d'un autre livre. C'est là, outre la structure parcellaire, un deuxième élément d'hétérogénéité de l'ouvrage, et une deuxième cause de désarroi pour le lecteur, résultant, sans doute, de ce que l'ouvrage fut publié tel quel, dans l'ordre des livraisons des manuscrits, c'est-à-dire dans l'ordre chronologique de leur rédaction ; ces livraisons ayant été rédigées à des moments différents, l'auteur a tout naturellement pu s'écarter de son projet initial, sans avoir eu le temps ensuite d'y revenir après coup et de donner, si du moins tel eût été son désir, plus d'unité à l'ensemble.
On ne peut que spéculer sur ce qu'aurait impliqué cet énigmatique umdiktieren, auquel l'auteur fait allusion dans sa première lettre à l'éditeur. Dans une autre lettre, d'août 1970, il reconnaît que son « manuscrit est très disparate (sehr unterschiedlich) », mais qu'il lui « faut absolument (ich MUSS) procéder de la sorte pour en quelque mesure organiser l'abondance de la matière, les détails etc. ; lors d'une deuxième séance de travail (Arbeitsgang), nous rendrons tout cela », écrit-il encore, « plus solide (wir machen's dann fester). » 
Se serait-il agi, lors de cette réécriture prévue, de mettre en œuvre d'autres éléments structurants, de réagencer les fragments, de les ordonner ou de les mieux articuler entre eux ? D'apporter plus de cohérence, d'unité, d'équilibrer les volumes, pour rehausser les qualités littéraires de l'ensemble ? Pour ce qui est de ce dernier point, il semblerait que non : l'entreprise de mise au net en apparaît une purement politique, intellectuelle, où n'interviennent que fort peu les préoccupations esthétiques et le souci de cohérence littéraire, comme en témoigne en effet une phrase dans la lettre d'août 1970, déjà citée, qui laisse peut-être entrevoir ce en quoi aurait pu consister pour Bernward Vesper ce travail de réécriture :
« Par ailleurs, la scène insensiblement se politise, débouche alors sur un pamphlet purement politique (?), sans que je ne le sache bien encore, mais de telle sorte qu'après cette nage existentialiste l'on ait pied sur un fond, sur lequel on pourra alors continuer (...). »
Le travail de l'Umdiktieren aurait ainsi pu consister plus particulièrement à articuler plus avant, dans une optique purement politique, les fragments autobiographiques, les portraits, les expériences psychédéliques etc. avec le niveau politique, revendiqué comme la strate centrale du livre, et incarné par les différents fragments théoriques, souvent empreints de la phraséologie si typique de cette époque, que l'on aurait pu considérer comme intempestifs, mais seraient au contraire la charpente intellectuelle du texte, – autrement dit : de mieux adosser les péripéties de sa biographie personnelle et les observations faites sur l'instant etc. à une théorie politique générale, de les rendre plus illustratives de la thèse politique de l'auteur, au lieu qu'elles apparaissent comme de simples pièces éparses, isolées, versées pêle-mêle dans un dossier. Ce que Bernward Vesper semble confirmer dans sa lettre du 10 mars 1971 :
« (…) j'ai acquis à présent de toutes nouvelles qualités, savoir : la compréhension globale (die große Übersicht). Je puis maintenant écrire au départ d'une théorie d'ensemble matérialiste, correcte de part en part, que je ne veux pas servir comme simple squelette, mais enveloppé de la chair de mon histoire propre et de l'Histoire générale (…). »
En d'autres mots : il importe moins pour Bernward Vesper de transformer l'apparente cacophonie du texte en cette mélodie qu'il avait pourtant promise dans sa lettre du 10 mars 1971, ce qui eût supposé la mise en œuvre de quelque forme de contrepoint pour relier harmonieusement entre eux les différents fragments, que de les organiser en un édifice idéologique cohérent. Ce dessein général, si tant est qu'il corresponde effectivement au projet de l'auteur, risque cependant, vu l'état du texte (que l'éditeur, comme lui-même l'a souligné, n'eut d'autre choix que de publier tel quel), de ne pas se manifester clairement à la plupart des lecteurs, réduits en effet à effectuer eux-mêmes le travail de recomposition d'un puzzle particulièrement ardu.

## Réception
Le livre connut à sa parution en 1977 un grand retentissement, qui n'avait pas été escompté à priori. Une des raisons de ce succès fut sans doute le suicide collectif de plusieurs membres de la RAF dans la prison de haute sécurité de Stammheim près de Stuttgart, événement central de ce qui allait être dénommé l'automne allemand ; parmi les suicidés figuraient en effet Gudrun Ensslin, l'ancienne fiancée de Vesper, ainsi qu'Andreas Baader, alors le compagnon de vie de celle-ci. Le quotidien Frankfurter Rundschau célébra l'ouvrage comme « la nouvelle parution littéraire la plus importante de l'année », tandis que Peter Laemmle le désigna comme « le testament de toute une génération » et que, dans ses carnets, Peter Weiss qualifia le Voyage de « sommet intellectuel du mouvement de 1968 ».

### Quelques recensions
- « Son activité individuelle d'écriture (de Bernward Vesper) reflète l'échec collectif de cette génération qui a surgi au milieu des années 1960 et se proposait de changer la société figée des États industrialisés occidentaux, mais qui, semble-t-il, se retrouve aujourd'hui avec guère plus, dans les mains vides, qu'une impuissante espérance. »

Uwe Schweikert dans la Frankfurter Rundschau.
- « Die Reise s’est plutôt mal vendu, puis vint l’automne allemand (...). Le livre de Vesper, c’est ce que recommandait autrefois n’importe quel critique, est un livre qui doit être lu, comme procédure de l’échec et comme portrait d’une génération perdue. » (...)

« Cependant, que Die Reise soit un roman et non pas une confession, que Schröder nomme « essai romanesque » dans le sous-titre, est dû au fait que l’écriture du roman est restée au stade de tentative. »
Claudius Seidl (édition du dimanche du quotidien Frankfurter Allgemeine Sonntagszeitung du 13 mars 2005).
- « Cet opus magnum hybride représente l’héritage des années 1968. Par la diversité de son contenu (entre le passé national-socialiste et les visions du futur) et par son hétérogénéité au niveau de la forme (entre le journal incomplet et un essai narratif), il dépasse toutes les œuvres qui, se servant du mouvement étudiant, réécrivent l’histoire. »

Roman Luckscheiter in Die Neue Zürcher Zeitung du 16 août 2003 (Suisse)
- « Die Reise fut la contribution de Vesper à la révolution, à une vraie révolution, une révolution effective, une révolution enthousiaste. Il prônait la danse, l’ivresse et surtout l’écriture comme moyens de changer le monde — très « années 1970 », pourrait-on objecter. »

Martin Zeyn, dans TAZ du 15 mai 2001 (TAZ est un quotidien de gauche).
- « Le débat sur les causes du terrorisme est encore loin d'avoir seulement commencé, et cela ne nous avancera à rien, ni ne nous aidera en rien, de se satisfaire ici d'un simple sentiment d'horreur. La lecture du Voyage pourrait, à cet égard, être un début... Vesper a connu la plupart des gens de ce milieu, les nomme, nous renseigne sur eux... Le Voyage comprend des passages qui ont valeur littéraire ; s'y trouve, au-delà du côté autobiographique-authentique, une série d'observations, de descriptions, d'analyses, de représentations de notre bienheureux monde – représentations dénotant, de façon à peine perceptible, un basculement dans le désespoir (…). Le caractère privé du Voyage de Vesper n'est qu'apparence ; jusques et y compris dans son égotisme, Vesper n'est jamais son seul référent. Il souffrait de quelque manque, que nul jamais ne combla ou ne sut combler – cependant qui donc est celui qui d'abord refusa, avant que Vesper ne tombât lui-même dans un refus total ? … Certes non, ce n'est point une lecture 'bienfaisante' que celle-ci, mais nécessaire, cela oui, et importante. »

Heinrich Böll (sur la 4e de couverture de l'éd. de poche Rororo).

## Adaptations à l'écran
Le roman-essai de Vesper a été porté à l'écran en 1986 par le metteur en scène suisse Markus Imhoof, sous le titre Die Reise ; Markus Boysen, Will Quadflieg, Corinna Kirchhoff et Claude-Oliver Rudolf y jouent les rôles principaux. Le film fut primé à la Biennale de Venise, au festival de cinéma de Chicago, au festival de Berlin (dans la série allemande), au festival de Montréal et au festival de la Nouvelle-Delhi. 
Une version radiophonique du Voyage, créée en 2003, fut distinguée par le Hörspielpreis der Akademie der Künste (Prix de la dramatique radiophonique de l'Académie allemande des Arts).
En 2011 est sorti le film d'Andres Veiel, intitulé Wer wenn nicht wir (litt. Qui donc, si ce n'est nous), avec dans les rôles principaux August Diehl (incarnant Bernward Vesper), Lena Lauzemis (Ensslin) et Alexander Fehling (Baader), lequel film s'appuie sur la triple biographie Vesper, Ensslin, Baader de Gerd Koenen, parue en 2003.

### Éditions
- Version originale allemande : Die Reise. Romanessay. Ausgabe letzter Hand. März-Verlag, chez Zweitausendeins, Berlin, 1977. Éd. de poche Rororo,  (ISBN 978-3499150975).
- Traduction française : Le Voyage : Roman essai. Traduction Hélène Belletto-Sussel. Coll. Bibliothèque allemande, Hachette 1981.  (ISBN 978-2010069475).

### Ouvrages et articles surDie Reise
- Franziska Georgii, « Le voyage de Bernward Vesper : la provocation comme posture existentielle », Les chantiers de la création. Revue pluridisciplinaire en Lettres, Langues, Arts et Civilisations, Aix-en-Provence, Université Aix-Marseille,‎ juin 2013 (ISSN 2430-4247, lire en ligne, consulté le 21 décembre 2021).
- (de) Georg Guntermann, « Tagebuch einer Reise in das Innere des Autors. Versuch zu Bernward Vespers Romanessay Die Reise », Zeitschrift für deutsche Philologie, Berlin, vol. 100, cahier 2,‎ 1981, p. 232–253
- (de) Frederick Alfred Lubich, Der moderne deutsche Schelmenroman. Interpretationen (édité par Gerhart Hoffmeister), Amsterdam, 1985/86, « Bernward Vespers Die Reise – Der Untergang des modernen Pikaro », p. 219–249
- (de) Frederick Albert Lubich, « Bernward Vespers Die Reise. Von der Hitler-Jugend zur RAF. Identitätssuche unter dem Fluch des Faschismus », German Studies Review, Baltimore, Johns Hopkins University Press, vol. 10, no 1,‎ 1987, p. 69–94 (lire en ligne)
- (en) Andrew Plowman, « Bernhard Vesper's Die Reise. Politics and Autobiography between the Student Movement and the Act of Self-Invention », German Studies Review, Baltimore, vol. 21,‎ 1998, p. 507–524
- (de) Roman Luckscheiter, Rausch (=Heidelberger Jahrbücher, vol. 43, édité par Helmuth Kiesel & Dieter Dollinger), Berlin, Springer, 1999 (ISBN 3-540-66675-3), « Der revolutionäre Rausch. Bernhards Vespers Roman Die Reise und das psychedelische Bewusstsein von 1968 », p. 273–292
- (de) Gerrit-Jan Berendse, « Schreiben als Körperverletzung. Zur Anthropologie des Terrors in Bernhard Vespers Die Reise », Monatshefte, Madison, University of Wisconsin, vol. 93, no 3,‎ 2001, p. 318–334
- (de) Ulrich Breuer, Text und Welt (=Saxa, édité par Christoph Parry), vol. 8, Vaasa (Finlande), 2002, « Sich erzählen. Sich (Bernward Vespers Die Reise) verstehen », p. 116–124
- (de) Sven Glawion, NachBilder der RAF (édité par Inge Stephan & Alexandra Tacke), Cologne, Böhlau, 2008 (ISBN 978-3-412-20077-0, lire en ligne), « Aufbruch in die Vergangenheit. Bernward Vespers Die Reise (1977/79) », p. 24–38
- (de) Thomas Krüger, « “… macht die blaue Blume rot!” Bernward Vesper’s Die Reise and the Roots of the “New Subjectivity” », Seminar. A Journal of Germanic Studies, vol. 47, no 3,‎ 2011